# Elena Radu
Elena Radu (n. 24 martie 1975, Pogoanele, România) este o caiacistă română, laureată cu bronz la Jocurile Olimpice de la Sydney, 2000. Dublă campioană europeană în anul 1997 (Plovdiv) la probele de caiac K4 500 m și K4 200 m, a fost medaliată cu bronz la Campionatul European din 1999 de la Zagreb în proba de K2 1000 m și este multiplă campioana națională.